# 阿瓜布蘭卡區
6°43′29″S 76°41′44″W / 6.7248°S 76.6956°W
阿瓜布蘭卡區（西班牙語：Distrito de Agua Blanca），是秘魯的一個區，位於該國中北部聖馬丁大區的埃爾多拉多省，始建於1944年1月29日，面積168.2平方公里，海拔高度300米，2005年人口2,520，人口密度每平方公里15人。